# Мнесиптолема
Мнесиптолема (др.-греч. Μνησιπτολέμα; род. ок. 480-е до н. э.) — древнегреческая аристократка, дочь афинского полководца Фемистокла и жена своего сводного брата Археполида — тирана Магнесии-на-Меандре. Жрица богини Кибелы Диндемены в местном храме.

## Биография

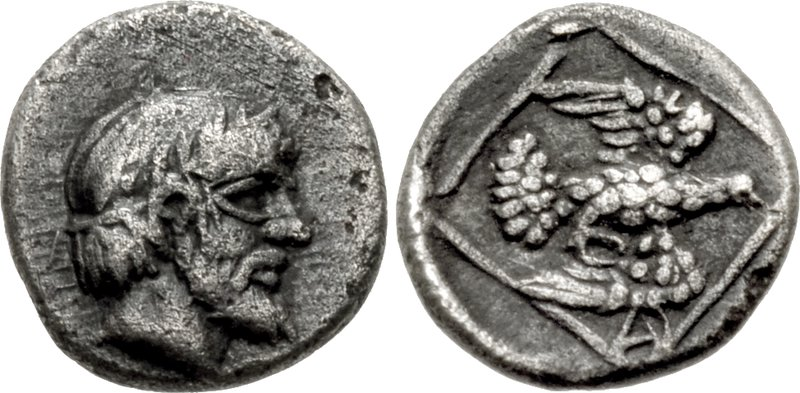
Тетартеморий Археполида. Аверс — голова Зевса в венке, реверс — орел в полете

Мнесиптолема была дочерью афинского политика и полководца Фемистокла и его второй жены. Её отец происходил из знатного жреческого рода Ликомидов, представители которого вели свое происхождение от героя Лика. Имя матери неизвестно, но исследователь Роберт Литтман предполагал что она была эпиклерой, то есть единственной дочерью-наследницей. По мнению исследователя Джеффри Смита, Мнесиптолема была названа в честь Мнесефила — товарища и советника Фемистокла. Историк Салли Хамфрис отмечала, что имя Мнесиптолемы означает «Помнящая войну» и считала его политически мотивированным. Она относила рождение Мнесиптолемы к 480-м годам до н. э., когда Фемистокл побуждал афинян готовиться к новой войне с персами.
Фемистокл был одним из самых влиятельных политиков Афин своего времени, однако, в результате политической борьбы, примерно в 470 году до н. э. его изгнали из города с помощью остракизма. Через три года, власти полиса проговорили его к смерти, изгнаннику с семьей удалось найти убежище в государстве Ахеменидов. Персидский царь не только позволил Фемистоклу остаться в своём государстве, но и передал ему в управление города Лампсак, Магнесию-на-Меандре, Миунт, Перкоту и Палескепсис. Антиковед Игорь Суриков отметил, что все эти города, кроме Магнесии, персы уже не контролировали и их передача изгнаннику была просто символическим жестом. Фемистокл фактически правил, в качестве вассального тирана, лишь Магнесией-на-Меандре, где чеканил собственную монету.
Согласно Плутарху у Фемистокла было десять детей: пять мальчиков и пять девочек. Мнесиптолема была дочерью от второго брака, в котором родились ещё две девочки — Никомаха и Асия. Так как сестры не имели полнородных братьев, то все они стали наследницами своей матери. Мнесиптолема вышла замуж за Археполида — сына Фемистокла от первого брака, афинские законы разрешали брак между детьми от разных матерей. Никомаха, после смерти Фемистокла, вышла замуж за Фрасикла — своего двоюродного брата со стороны отца, он же удочерил третью сестру — Асию. Эти эндогамные браки объяснялись попыткой родственников Фемистокла сохранить состояние, унаследованное дочерьми второй жены, внутри семьи. Брак брата и сестры объяснялся сложностью в поиске женихов среди родственников из-за изгнания Фемистокла.
Фемистокл построил в Магнесии-на-Меандре храм Кибелы Диндемены и сделал в ней жрицей Мнесиптолему. Он обосновывал это волей богини, которая явилась Фемистоклу во сне и предупредила о заговоре Эпиксия, сатрапа Верхней Фригии. За предупреждение о смертельной опасности, богиня потребовала себе в служительницы Мнесиптолему. Джеффри Смит отмечал, что становление дочери Фемистокла жрицей по личному повелению богини значительно укрепило положение его семьи в городе.
После смерти Фемистокла в 459 году до н. э. ему наследовал Археполид. Это удалось установить благодаря находкам монет Магнесии-на-Меандре, которые были похожи на монеты Фемистокла, но имели надпись Археполид. По мнению исследователя Кеннета Шиди, сыном Мнесиптолемы и Археполида был Фемистокл-младший, гипотетический следующий тиран Магнесии-на-Меандре, который известен лишь из нумизматических источников. Джеффри Смит считал, что у супругов могло быть несколько сыновей, вернувшихся в Афины. Их потомком мог быть Фемистокл, с которым общался писатель Плутарх.

### Комментарии
1. ↑  По разным версиям, это мог быть или Ксеркс или уже его сын Артаксеркс I.
2. ↑  Игорь Суриков высказывал сомнение в достоверности сведений о передачи двух последних городов, так как о них говорится только в работе Плутарха со ссылкой на раннеэллинистических авторов — Фания Эресского и Неанфа Кизикского.